# クリストファー・コレット
クリストファー・コレット（Christopher Collet、1968年3月13日 - ）は、アメリカ合衆国の俳優。

## 出演作品
- スティーブン・キング／ランゴリアーズ
- 開拓／オー！パイオニア
- ローラーボーイズ
- アストロ・モンキー
- マンハッタン・プロジェクト
- 殺意
- 家族の絆
- サマーキャンプ・インフェルノ